# Huilong, Anhui
Huilong (kinesiska: 会龙) är en köping i östra Kina. Den ligger i Funan härad i staden Fuyang i provinsen Anhui, omkring 190 kilometer nordväst om provinshuvudstaden Hefei. Antalet invånare är 31271. Befolkningen består av 14 404 kvinnor och 16 867 män. Barn under 15 år utgör 23,0 %, vuxna 15-64 år 65 %, och äldre över 65 år 10,0 %.